# Hermann Grund
Hermann Grund (* 25. Februar 1893 in Berlin; † 25. August 1953 in Berlin) war ein deutscher Filmproduzent.

## Leben
Grund war ursprünglich Lehrer, arbeitete seit 1920 beim Film und ist ab 1925 als Aufnahmeleiter bei verschiedenen Produktionsfirmen nachweisbar. 1929 avancierte er zum Produktionsleiter bei der Terra Film, und 1931 gründete er zusammen mit Erich Waschneck die Fanal-Film.
In Zusammenarbeit mit Regisseur Waschneck, dessen Inszenierungen hauptsächlich produziert wurden, schuf Grund typische Unterhaltungsfilme der dreißiger Jahre, darunter Die göttliche Jette, der Grethe Weiser zum Durchbruch verhalf. 1939 wurde die Privatfirma auf Weisung von Reichspropagandaminister Joseph Goebbels aufgelöst und Grund als Herstellungsleiter von der UFA übernommen. Ab 1942 arbeitete er als Herstellungsgruppenleiter bei der Tobis, zuletzt war er Betriebsführer der Berlin-Film.
Nach Kriegsende gründete er mit Waschneck die Fanal-Film neu, konnte aber nur noch einen einzigen Film realisieren.

## Filmografie
| - 1929: Die Frau, nach der man sich sehnt - 1932: Acht Mädels im Boot - 1932: An heiligen Wassern - 1933: Hände aus dem Dunkel - 1934: Musik im Blut - 1935: Regine - 1935: Liebesleute - 1936: Eskapade - 1936: Onkel Bräsig - 1937: Die göttliche Jette - 1937: Meine Freundin Barbara - 1937: Streit um den Knaben Jo | - 1938: Anna Favetti - 1938: Frauen für Golden Hill - 1938: War es der im 3. Stock? - 1939: Kennwort Machin - 1940: Die unvollkommene Liebe - 1940: Zwischen Hamburg und Haiti - 1942: Romanze in Moll - 1943: Ich werde dich auf Händen tragen - 1943: Ich hab’ von dir geträumt - 1944/50: Glück muß man haben - 1952: Drei Tage Angst |